# In War and Pieces
| Оценки критиков | Оценки критиков |
| Источник        | Оценка          |
| --------------- | --------------- |
| AllMusic        | [ 1 ]           |
| BW&BK           | [ 2 ]           |
| Blabbermouth    | [ 3 ]           |
| Metal Hammer    | [ 4 ]           |
| Rock Hard       | [ 5 ]           |

In War and Pieces — тринадцатый студийный альбом немецкой трэш-метал группы Sodom. Он был выпущен 19 ноября 2010 года в Германии, 22 ноября 2010 года в Европе и 11 января 2011 года в Северной Америке.
За первую неделю продаж в США было продано более 700 копий альбома.

## Список композиций
Все тексты написаны Надей Хертен и Томасом Зух, вся музыка написана Зух, Кост и Шотковски.
| №                   | Название                            | Длительность |
| ------------------- | ----------------------------------- | ------------ |
| 1.                  | «In War and Pieces»                 | 4:11         |
| 2.                  | «Hellfire»                          | 3:07         |
| 3.                  | «Through Toxic Veins»               | 4:43         |
| 4.                  | «Nothing Counts More Than Blood»    | 3:49         |
| 5.                  | «Storm Raging Up»                   | 5:08         |
| 6.                  | «Feigned Death Throes»              | 3:59         |
| 7.                  | «Soul Contraband»                   | 3:50         |
| 8.                  | «God Bless You»                     | 5:10         |
| 9.                  | «The Art of Killing Poetry»         | 4:38         |
| 10.                 | «Knarrenheinz» (German Lyrics)      | 3:20         |
| 11.                 | «Styptic Parasite»                  | 5:13         |
| 12.                 | «Murder One (Japan CD Bonus Track)» | 3:27         |
| Общая длительность: | Общая длительность:                 | 47:25        |

## Участники записи
Участники группы
- Томас «Angelripper» Зух — бас-гитара, вокал
- Бёрнд «Bernemann» Кост — гитара
- Бобби Шотковски — ударные

Технический персонал
- Вальдемар Сорихтой — продюсер, звукоинженер, микширование, мастеринг
- Деннис Кёне — звукоинженер, микширование, мастеринг
- Элиран Кантор — обложка
- Олли Эппманн — фотография

## Позиции в чартах
| Чарт (2010)                   | Высшая позиция |
| ----------------------------- | -------------- |
| Германия (Offizielle Top 100) | 64             |